# Заворицька сотня
Заворицька сотня — адміністративно-територіальна та військова одиниця Київського та Переяславського полку у добу Гетьманщини з центром у містечку Заворичі (тепер село Броварського району Київської області).

## Історія
Як військовий підрозділ Переяславського полку сформувалася наприкінці 1648 року. У кількості 110 козаків закріплена Зборівським реєстром 16 жовтня 1649 року за Переяславським полком. Після підписання Білоцерківської угоди 1651 року переведена до складу Київського полку. Згадується у присяжних списках 1654 року. Сотня була ліквідолвана гетьманом Іваном Виговським 1658 року, її було включено до складу Бобровицької сотні Київського полку.

## Сотенний устрій

### Сотники
- Іван Міщенко (1649)